# デイズシリーズのディスコグラフィ
デイズシリーズのディスコグラフィでは、 『デイズシリーズ』の関連CDについて記述する。発売元はボーカルアルバム・コンピレーション・アルバム・ドラマCD（テレビアニメ版）・ラジオCDはランティス、ドラマCD（ゲーム版）はHOBiRECORDS。

## School Days

### School Days VOCAL ALBUM
PCゲーム『School Days』のボーカルアルバム。2005年4月28日に発売。
参加歌手は、桃井はるこ、いとうかなこ、KIRIKO、yozuca*、rino、橋本みゆき、YURIA、栗林みな実。
ディスクジャケットには、桂言葉と西園寺世界が描かれている。
収録曲
1. Still I Love You 〜みつめるよりは幸せ〜 [4:17]
歌・作詞：KIRIKO
作曲・編曲：HIKO
  - オープニングテーマ
2. BYE-BYE TEARS [5:31]
歌：yozuca*
作詞：KIRIKO / 作曲・編曲：HIKO
  - エンディングテーマ
3. hello,my happiness [4:31]
歌：橋本みゆき
作詞：Rita / 作曲：KIRIKO / 編曲：HIKO
  - エンディングテーマ
4. シークレット♥ザウルス [3:48]
歌：YURIA
作詞：KIRIKO / 作曲・編曲：林克洋
  - エンディングテーマ
5. Let me Love you [4:41]
歌・作詞：桃井はるこ
作曲：太田雅友 / 編曲：大久保薫
  - 挿入歌
6. あなたが…いない [4:45]
歌：栗林みな実
作詞：江幡育子 / 作曲・編曲：飯塚昌明
  - エンディングテーマ
7. 二人のクリスマス [5:23]
歌：rino
作詞：WHITE-LIPS / 作曲・編曲：Manack
  - エンディングテーマ
8. Still I Love You 〜みつめるよりは幸せ〜 Surge MIX [4:18]
歌・作詞：KIRIKO
作曲・編曲：HIKO
9. 悲しみの向こうへ [4:11]
歌：いとうかなこ
作詞・作曲：KIRIKO / 編曲：HIKO
  - エンディングテーマ

### School Days Ending Theme+
テレビアニメ『School Days』のエンディングテーマを収録したボーカルアルバム。2007年8月22日に発売。
参加歌手はyozuca*、CooRie、橋本みゆき、栗林みな実、YURIA、いとうかなこが参加している。ディスクジャケットには、桂言葉と西園寺世界のイラストが描かれている。
収録曲
1. ウソツキ [5:30] 
歌：CooRie
作詞・作曲：rino / 編曲：大久保薫
  - 第1話・第8話エンディングテーマ
2. 愛のカケラ [4:04] 
歌・作詞：橋本みゆき
作曲：福本公四郎 / 編曲：近藤昭雄
  - 第2話エンディングテーマ
3. ワルツ [4:04] 
歌・作詞：いとうかなこ
作曲・編曲：前澤寛之
  - 第3話・第11話エンディングテーマ
4. Let me Love you -remix ver.- [4:40] 
歌・作詞：桃井はるこ
作曲：太田雅友、編曲：大久保薫
  - 第9話挿入歌
5. 記憶の海 [4:33] 
歌・作詞：yozuca*
作曲・編曲：岡ナオキ
  - 第6話挿入歌、第4話・第7話エンディングテーマ
6. Look at me [4:35] 
歌・作詞・作曲：YURIA
編曲：chokix
  - 第5話エンディングテーマ
7. 涙の理由 [4:47] 
歌：栗林みな実
作詞：江幡育子 / 作曲・編曲：飯塚昌明
  - 第5話・第11話挿入歌、第6話・第11話エンディングテーマ
8. あなたが…いない -remix ver.- [4:47] 
歌：栗林みな実
作詞：江幡育子 / 作曲・編曲：飯塚昌明
  - 第9話エンディングテーマ
9. ウソツキ（instrumental）
10. 愛のカケラ（instrumental）
11. ワルツ（instrumental）
12. Let me Love you -remix ver.-（instrumental）
13. 記憶の海（instrumental）
14. Look at me（instrumental）
15. 涙の理由（instrumental）
16. あなたが…いない -remix ver.-（instrumental）

### School Days VOCAL COMPLETE ALBUM
デイズシリーズのコンピレーション・アルバム。2010年10月8日に発売。
ゲーム・テレビアニメ『School Days』シリーズの楽曲が収録されているベストアルバム。PCゲーム、PS2、テレビアニメ、OVA『School Days』、PCゲーム『Summer Days』、PCゲーム『Cross Days』に使用された楽曲が収録されている。
CDは2枚組の構成となっている。ボーナストラックとして、テレビアニメで西園寺世界、桂言葉、清浦刹那役を演じている声優の河原木志穂、岡嶋妙、山本華が『School Days』シリーズの主題歌をカバーして歌っているキャラクターソングが収録されている。CDジャケットには、桂言葉、コトノハサマ、桂心、西園寺世界、西園寺踊子、加藤乙女、加藤可憐、清浦刹那、黒田光、甘露寺七海、伊藤止、橋本織葉、村山野杏、喜連川路夏、足利知恵が描かれている。
『School Days』のCDとしては、前作「TVアニメ「School Days -スクールデイズ-」Original Sound Track」から約3年ぶりのリリース。『Summer Days』、『Cross Days』などを含めると前作『Cross Days Original Sound Track』から約6か月ぶりのリリースとなった。
収録曲 
Disc-1
1. Still I Love You 〜みつめるよりは幸せ〜 [4:20]
歌・作詞：KIRIKO
作曲・編曲：HIKO
2. BYE-BYE TEARS [5:36]
歌：yozuca*
作詞：KIRIKO / 作曲・編曲：HIKO
3. hello,my happiness [4:33]
歌：橋本みゆき
作詞：Rita / 作曲：KIRIKO / 編曲：HIKO
4. シークレット・ザウルス [3:49]
歌：YURIA
作詞：KIRIKO / 作曲・編曲：林克洋
5. Let me Love you -remix ver.- [4:42]
歌・作詞：桃井はるこ
作曲：太田雅友 / 編曲：大久保薫
6. あなたが…いない -remix ver.- [4:48]
歌：栗林みな実
作詞：江幡育子 / 作曲・編曲：飯塚昌明
7. 二人のクリスマス [5:25]
歌：rino
作詞：WHITE-LIPS / 作曲・編曲：Manack
8. Still I Love You 〜みつめるよりは幸せ〜（Surge MIX） [4:23]
歌・作詞：KIRIKO
作曲・編曲：HIKO
9. イノセント・ブルー [4:01]
歌：DeviceHigh
作詞：REM / 作曲・編曲：橋本彦士
10. ウソツキ [5:32]
歌：CooRie
作詞・作曲：rino / 編曲：大久保薫
11. 愛のカケラ [4:06]
歌・作詞：橋本みゆき
作曲：福本公四郎 / 編曲：近藤昭雄
12. ワルツ [4:26]
歌・作詞：いとうかなこ
作曲・編曲：前澤寛之
13. 記憶の海 [4:35]
歌・作詞：yozuca*
作曲・編曲：岡ナオキ
14. Look at me [4:37]
歌・作詞・作曲：YURIA
編曲：chokix
15. 涙の理由 [4:49]
歌：栗林みな実
作詞：江幡育子 / 作曲・編曲：飯塚昌明
16. 悲しみの向こうへ [4:14]
歌：いとうかなこ
作詞・作曲：KIRIKO / 編曲：HIKO

Disc-2
1. SummerDays [4:18]
歌・作詞・作曲：YURIA
編曲：鈴木マサキ
2. タンポポの綿帽子 [4:14]
歌・作詞・作曲：yozuca*
編曲：鈴木マサキ
3. 海から始まる物語 [5:34]
歌・作詞・作曲：栗林みな実
編曲：澤野弘之
4. ファースト・ノート [3:47]
歌・作詞：KIRIKO
作曲・編曲：HIKO
5. Eternal Flow [4:44]
歌・作詞：Ceui
作曲：小高光太郎・Ceui / 編曲：小高光太郎
6. ひとつ星 [4:36]
歌・作詞・作曲：yozuca*
編曲：宮井英俊
7. be there [4:38]
歌：Rita
作詞・作曲・編曲：iyuna
8. timeless melody [4:08]
歌：茶太
作詞・作曲・編曲：iyuna
9. 砂時計 [4:19]
歌・作詞・作曲：Riryka
編曲：伊藤可久
10. Still I Love You 〜みつめるよりは幸せ〜（世界&言葉ver） [4:20]
歌：西園寺世界（河原木志穂）・桂言葉（岡嶋妙）
作詞：KIRIKO / 作曲・編曲：HIKO
  - HQオープニングテーマ
11. イノセント・ブルー（世界&言葉ver） [4:01]
歌：西園寺世界（河原木志穂）・桂言葉（岡嶋妙）
作詞：REM / 作曲・編曲：橋本彦士
12. ファーストノート（世界&言葉ver） [3:47]
歌：西園寺世界（河原木志穂）・桂言葉（岡嶋妙）
作詞：KIRIKO / 作曲・編曲：HIKO
13. Still I Love You 〜黒真珠に願いを〜 [4:19]
歌：清浦刹那（山本華）
作詞：KIRIKO / 作曲・編曲：HIKO
14. 約束 〜girlhood's end〜 [4:14]
歌：いとうかなこ
作詞：KIRIKO / 作曲・編曲：HIKO
15. マジカルハートこころのうた [1:40]
歌：マジカルハート（亜城めぐ）
作詞：上江洲誠 / 作曲・編曲：大久保薫
  - OVA『School Days OVAスペシャル 〜マジカルハート☆こころちゃん〜』オープニングテーマ
16. 届かぬ想い [5:00]
歌・作詞：JUNKO
作曲・編曲：RYO UTASATO
17. 絶対！自由神！！コトノハサマ 〜その憂いた横顔〜 [6:02]
歌・作詞：JUNKO
作曲・編曲：RYO UTASATO

### サウンドトラック
PCゲーム、テレビアニメのサウンドトラック。ゲーム版は2005年7月21日、アニメ版は2007年9月26日に発売。

#### School Days ORIGINAL SOUND TRACK
PCゲーム『School Days』のサウンドトラック。ディスクジャケットには、桂言葉、西園寺世界が描かれている。音楽は、KIRIKO/HIKO Soundが手掛けている。
収録曲
| トラック | 曲名                                      | 作曲   | 時間 |
| -------- | ----------------------------------------- | ------ | ---- |
| 01       | Still I Love You 〜Piano Version〜        | HIKO   | 2:25 |
| 02       | Ohayo!                                    | HIKO   | 2:12 |
| 03       | 君の横顔                                  | HIKO   | 3:25 |
| 04       | もっと知りたい                            | HIKO   | 2:18 |
| 05       | Voice of heart                            | HIKO   | 2:40 |
| 06       | 根性なしの意気地なし                      | HIKO   | 0:55 |
| 07       | First date                                | HIKO   | 2:53 |
| 08       | 面影にひたる夕暮れ                        | HIKO   | 2:27 |
| 09       | 闇と沈黙                                  | HIKO   | 2:40 |
| 10       | Sweet pain                                | HIKO   | 2:47 |
| 11       | 灯をください                              | HIKO   | 2:26 |
| 12       | 翳 〜Kageri〜                             | HIKO   | 2:40 |
| 13       | 届かぬ想い                                | HIKO   | 3:10 |
| 14       | Beyond the sky                            | HIKO   | 3:09 |
| 15       | 孤独な影                                  | HIKO   | 2:37 |
| 16       | Turning point                             | HIKO   | 2:40 |
| 17       | Breaking myself                           | HIKO   | 2:38 |
| 18       | Knife or saw?                             | HIKO   | 2:09 |
| 19       | 我が子へ…                                 | HIKO   | 1:59 |
| 20       | Still I Love You 〜Music Box Version〜    | HIKO   | 2:31 |
| 21       | The Legend of blue Jewel                  | HIKO   | 1:32 |
| 22       | 星と共に去りぬ                            | HIKO   | 1:36 |
| 23       | ひみつ発見! 不思議ランド                  | HIKO   | 1:01 |
| 24       | Pop'n mouse                               | HIKO   | 0:57 |
| 25       | Select your machine                       | HIKO   | 2:33 |
| 26       | 愛のVenus・恋のWinner 〜携帯着信Version〜 | KIRIKO | 0:41 |
| 27       | トキメキのドア 〜携帯着信Version〜        | HIKO   | 0:32 |
| 28       | Miss Twilight 〜携帯着信Version〜         | HIKO   | 0:48 |

#### TVアニメ「School Days -スクールデイズ-」Original Sound Track
テレビアニメ本編のBGMが収録されている。CDジャケットには、桂言葉が描かれている。音楽は、大久保薫が担当している。
収録曲
| トラック | 曲名                               | 作曲     | 時間 |
| -------- | ---------------------------------- | -------- | ---- |
| 01       | スクールデイズ                     | 大久保薫 | 2:09 |
| 02       | 見ているだけで…                    | 大久保薫 | 1:49 |
| 03       | 世界 -セカイ-                      | 大久保薫 | 1:22 |
| 04       | クラスメイト                       | 大久保薫 | 0:55 |
| 05       | 悪友                               | 大久保薫 | 1:22 |
| 06       | ノートのメモ                       | 大久保薫 | 1:05 |
| 07       | Chime I                            | 大久保薫 | 0:08 |
| 08       | Chime II                           | 大久保薫 | 0:08 |
| 09       | 言葉 -コトノハ-                    | 大久保薫 | 1:37 |
| 10       | 茜色の校舎                         | 大久保薫 | 2:00 |
| 11       | 恋する気持ち                       | 大久保薫 | 2:20 |
| 12       | ガールフレンド                     | 大久保薫 | 1:12 |
| 13       | 内緒話                             | 大久保薫 | 1:15 |
| 14       | Happy After School                 | 大久保薫 | 1:15 |
| 15       | 二人の午後                         | 大久保薫 | 1:38 |
| 16       | 妄想中                             | 大久保薫 | 1:14 |
| 17       | 大人の階段?                        | 大久保薫 | 1:58 |
| 18       | 休日の過ごし方                     | 大久保薫 | 1:38 |
| 19       | 茜色の空                           | 大久保薫 | 1:46 |
| 20       | ひとりの午後                       | 大久保薫 | 1:34 |
| 21       | Chime III                          | 大久保薫 | 0:08 |
| 22       | 友情エンド？                       | 大久保薫 | 1:29 |
| 23       | 状況開始!                          | 大久保薫 | 1:44 |
| 24       | 微妙な空気                         | 大久保薫 | 0:59 |
| 25       | Dear My Friend                     | 大久保薫 | 1:26 |
| 26       | 触れた指先                         | 大久保薫 | 1:10 |
| 27       | 小さな綻                           | 大久保薫 | 1:10 |
| 28       | 言えない気持ち                     | 大久保薫 | 1:02 |
| 29       | 揺れる心                           | 大久保薫 | 0:56 |
| 30       | 小さな勇気                         | 大久保薫 | 1:56 |
| 31       | 好きなのに…                        | 大久保薫 | 1:14 |
| 32       | 青い果実                           | 大久保薫 | 1:27 |
| 33       | 波紋                               | 大久保薫 | 0:38 |
| 34       | 崩壊への序曲                       | 大久保薫 | 0:58 |
| 35       | 誰もいない屋上                     | 大久保薫 | 1:17 |
| 36       | ディスタンス                       | 大久保薫 | 2:42 |
| 37       | 罪と罰                             | 大久保薫 | 1:55 |
| 38       | 戻れない想い                       | 大久保薫 | 1:08 |
| 39       | 三人の結末                         | 大久保薫 | 1:12 |
| 40       | スクールデイズ（ピアノバージョン） | 大久保薫 | 2:09 |
| 41       | 世界 -セカイ-（ピアノバージョン）  | 大久保薫 | 1:23 |
| 42       | 言葉-コトノハ-（ピアノバージョン） | 大久保薫 | 1:44 |

## Summer Days ORIGINAL SOUND TRACK
PCゲーム『Summer Days』と同時発売された同作品のサウンドトラック。2006年6月23日に発売。
収録曲
1. Summer Days
歌・作詞・作曲：YURIA／編曲：鈴木マサキ
2. タンポポの綿帽子
歌・作詞・作曲：yozuca*／編曲：鈴木マサキ
3. 海から始まる物語
歌・作詞・作曲：栗林みな実／編曲：澤野弘之
4. 曇りのち晴れ
5. One summer day
6. One summer day 〜waiting for your call〜
7. 夕暮れの砂浜
8. おやすみ
9. The accent on life
10. It’s show time!
11. お祭り囃子
12. 鎮守の森
13. OBKが街にやってきた
14. また会う日まで
15. IAI Spirit
16. 希望への道
17. さぼりたい!
18. 唯我独尊
19. Refuse
20. As close as possible
21. 漂いながら…
22. 手探りの中で
23. Sweet Kiss
24. きっといつか…
25. 試練の刻
26. そして前へ
27. SummerDays 〜piano arrange〜
28. SummerDays 〜music box arrange〜
29. Knife or saw? part2
30. Knife or saw? part2 〜Introduce〜
31. 約束 〜girlhood’s end〜＜Bonus Track＞
歌：いとうかなこ／作詞：KIRIKO／作曲・編曲：HIKO

## Cross Days Original Sound Track
PCゲーム『Cross Days』の主題歌とBGMが収録されているアルバム。2010年4月21日に発売。CDジャケットには、喜連川路夏、桂言葉、西園寺世界が描かれている。BGMの作曲は、HIKOが手掛けている。
収録曲
楽曲
1. ファースト・ノート [3:48]
歌・作詞：KIRIKO
作曲・編曲：HIKO
  - オープニングテーマ
2. ひとつ星 [4:36]
歌・作詞・作曲：yozuca*
編曲：宮井英俊
  - 挿入歌
3. be there [4:39]
歌：Rita
作詞・作曲・編曲：iyuna
  - エンディングテーマ
4. timeless melody [4:08]
歌：茶太
作詞・作曲・編曲：iyuna
  - エンディングテーマ
5. Eternal Flow [4:45]
歌・作詞：Ceui
作曲：小高光太郎・Ceui / 編曲：小高光太郎
  - エンディングテーマ
6. 砂時計 [4:23]
歌・作詞・作曲：Riryka
編曲：伊藤可久
  - エンディングテーマ

BGM
| トラック | 曲名                                       | 作曲 | 時間 |
| -------- | ------------------------------------------ | ---- | ---- |
| 07       | ファースト・ノート 〜Wake Up Ver.〜        | HIKO | 0:59 |
| 08       | ある日の出来事                             | HIKO | 2:40 |
| 09       | 大好きな場所                               | HIKO | 2:48 |
| 10       | 遥かな窓の灯                               | HIKO | 3:17 |
| 11       | 青き焦燥                                   | HIKO | 2:45 |
| 12       | ヴェールの向こう                           | HIKO | 2:48 |
| 13       | 授業が終った!                              | HIKO | 2:17 |
| 14       | 破れかけの心                               | HIKO | 3:17 |
| 15       | 長い影、君に届け                           | HIKO | 2:48 |
| 16       | そのページの先                             | HIKO | 1:33 |
| 17       | ぎこちないふれあい                         | HIKO | 3:02 |
| 18       | 自分への嘘                                 | HIKO | 3:07 |
| 19       | ぬくもりは時を止める                       | HIKO | 2:00 |
| 20       | 永遠にもかえがたいもの                     | HIKO | 2:41 |
| 21       | 誠に憤りを感じます                         | HIKO | 1:11 |
| 22       | ツメが甘い!                                | HIKO | 1:19 |
| 23       | 君に伝えたい事                             | HIKO | 3:14 |
| 24       | 勇気を出して踏み出そう                     | HIKO | 3:13 |
| 25       | ファースト・ノート 〜Mellow Reprise Ver.〜 | HIKO | 1:34 |

## ドラマCD
PCゲーム、テレビアニメ『School Days』のドラマCD。2005年12月29日から2007年10月24日までHOBiRECORDS、ランティスから発売された。

### School Days Drama CD Little Promise
PCゲーム『School Days』のドラマCD。CDジャケットには、西園寺世界、清浦刹那が描かれている。ディスクは、2枚組の構成になっている。
キャスト
| 役名           | キャスト   |
| -------------- | ---------- |
| 西園寺世界     | 柚木かなめ |
| 清浦刹那       | 山本華     |
| 松方陟         | YUU        |
| 二喜           | 佐藤由衣   |
| 松方のおばさん | 真田和乃   |
| 清浦舞         | 夏海萌     |
| 先生           | 久遠麗     |

主題歌
主題歌「約束 〜girlhood's end〜」
歌：いとうかなこ
作詞：KIRIKO / 作曲・編曲：HIKO
音楽：KIRIKO/HIKO Sound

### School Days DRAMA CD

#### Vol.1 ヒ・ミ・ツの花園
テレビアニメ『School Days』のドラマCD1枚目。CDジャケットには、西園寺世界、桂言葉、清浦刹那、黒田光、甘露寺七海が描かれている。
キャスト
| 役名       | キャスト     |
| ---------- | ------------ |
| 伊藤誠     | 平川大輔     |
| 西園寺世界 | 河原木志穂   |
| 桂言葉     | 岡嶋妙       |
| 清浦刹那   | 井本恵子     |
| 加藤乙女   | 永見はるか   |
| 黒田光     | 田中涼子     |
| 甘露寺七海 | たかはし智秋 |
| 伊藤止     | 宇和川恵美   |
| 澤永泰介   | 松本吉朗     |

収録内容
| トラック | トラック名                            | 時間  |
| -------- | ------------------------------------- | ----- |
| 01       | 勉強会                                | 1:27  |
| 02       | 思い出と恋話                          | 12:42 |
| 03       | 言葉来訪                              | 4:26  |
| 04       | お風呂場で                            | 3:22  |
| 05       | 誠からの電話                          | 9:32  |
| 06       | 反省会                                | 3:56  |
| 07       | 秘密の花園                            | 2:26  |
| 08       | ボーナストラック 〜キャストコメント〜 | 8:19  |

#### Vol.2 恋のノ・ウ・ハ・ウ
テレビアニメ『School Days』のドラマCD2枚目。 CDジャケットには、伊藤誠、桂言葉、桂心、西園寺世界、清浦刹那、加藤乙女、黒田光、甘露寺七海が描かれている。 
キャスト
| 役名       | キャスト     |
| ---------- | ------------ |
| 伊藤誠     | 平川大輔     |
| 西園寺世界 | 河原木志穂   |
| 桂言葉     | 岡嶋妙       |
| 清浦刹那   | 井本恵子     |
| 加藤乙女   | 永見はるか   |
| 黒田光     | 田中涼子     |
| 甘露寺七海 | たかはし智秋 |

収録内容
| トラック | トラック名                           | 時間  |
| -------- | ------------------------------------ | ----- |
| 01       | 女の友情編                           | 2:27  |
| 02       | 言葉の不安                           | 2:36  |
| 03       | 言葉の頑張り                         | 9:00  |
| 04       | 言葉の長い夜                         | 7:20  |
| 05       | 言葉の尾行                           | 15:06 |
| 06       | 言葉の嫉妬                           | 13:47 |
| 07       | 言葉の願い                           | 4:17  |
| 08       | 男の友情編                           | 5:01  |
| 09       | キャストコメント（ボーナストラック） | 8:58  |

## ラジオCD

### Radio School Days
インターネットラジオ『Radio School Days』のラジオCD。2007年11月21日から2008年5月21日まで全3枚発売された。
パーソナリティーは、桂言葉役の岡嶋妙と西園寺世界役の河原木志穂。CDジャケットには、桂言葉と西園寺世界が描かれている。ディスクは2枚組の構成になっており、新規収録分、過去の放送分が収録されている。

#### Vol.1（Radio School Days）
ゲスト
| ゲスト     | 備考            |
| ---------- | --------------- |
| 田中涼子   | 新規収録分      |
| 永見はるか | 新規収録分      |
| 井本恵子   | 本放送第7〜8回  |
| 平川大輔   | 本放送第9〜10回 |
| 松本吉朗   | 本放送第9〜10回 |

収録内容
| トラック | トラック名                          | 時間  |
| -------- | ----------------------------------- | ----- |
| 01       | 選手宣誓！〜オープニング            | 8:29  |
| 02       | 対決その1「メジャーものまね対決！」 | 14:14 |
| 03       | 対決その2「サイズ対決！！」         | 17:44 |
| 04       | 対決その3「初めて対決！！！」       | 10:03 |
| 05       | ほげエンディング                    | 2:54  |
| 06       | あとかたづけ                        | 5:47  |

#### Vol.2（Radio School Days）
ゲスト
| ゲスト       | 備考                     |
| ------------ | ------------------------ |
| たかはし智秋 | 新規収録分               |
| 栗林みな実   | 新規収録分               |
| 亜城めぐ     | 本放送第21〜22、25〜26回 |
| 千々和竜策   | 本放送第25〜26回         |

収録内容
| トラック | トラック名                                          | 時間  |
| -------- | --------------------------------------------------- | ----- |
| 01       | レッツ社会科見学！〜オープニング                    | 15:08 |
| 02       | 見学その1「ラジオ工場内『自己紹介エリア』！！」     | 24:00 |
| 03       | 見学その2「ラジオ工場内『フリートークエリア』！！」 | 14:05 |
| 04       | 見学その3「ラジオ工場内『運エリア』！！」           | 8:42  |
| 05       | のしエンディング                                    | 5:52  |
| 06       | 家に帰るまでが社会科見学です！                      | 3:08  |

#### Vol.3（Radio School Days）
ゲスト
| ゲスト   | 備考       |
| -------- | ---------- |
| 平川大輔 | 新規収録分 |
| 亜城めぐ | 新規収録分 |
| 井本恵子 | 新規収録分 |

収録内容
| トラック | トラック名                                | 時間  |
| -------- | ----------------------------------------- | ----- |
| 01       | 落下傘部隊登場〜オープニング              | 10:08 |
| 02       | 『女力』対決その1「美しい日本語対決！！」 | 14:55 |
| 03       | 『女力』対決その2「お静かに対決！！」     | 15:52 |
| 04       | 『女力』対決その3「女の職業対決！！」     | 26:23 |
| 05       | ぽろりエンディング                        | 4:00  |
| 06       | お礼参り                                  | 2:31  |

### Radio Cross Days
インターネットラジオ『Radio Cross Days』のラジオCD。2010年6月23日から2010年7月21日全2枚まで発売。
パーソナリティは、喜連川路夏役のみなづき蓮、桂言葉役の遠野そよぎ、西園寺世界役の柚木かなめ。CDジャケットには、喜連川路夏、桂言葉、西園寺世界が描かれている。ディスクは、2枚組の構成になっている。

#### Vol.1（Radio Cross Days）
収録内容
| トラック | トラック名                                    |
| -------- | --------------------------------------------- |
| 01       | ラジオクロスデイズのラジオCD 〜オープニング〜 |
| 02       | クロス・乙女・デイズ 第1問                    |
| 03       | クロス・乙女・デイズ 第2問                    |
| 04       | クロス・乙女・デイズ 第3問                    |
| 05       | クロス・乙女・デイズ 第4問 〜結果〜           |
| 06       | エンディング                                  |

#### Vol.2（Radio Cross Days）
収録内容
| トラック | トラック名                                     |
| -------- | ---------------------------------------------- |
| 01       | ラジオクロスデイズのラジオCD2 〜オープニング〜 |
| 02       | クロスデイズ、恋のメモリーABC!!                |
| 03       | 恋のメモリー 〜俺への告白〜                    |
| 04       | 恋のメモリー 〜俺との初キッス〜                |
| 05       | 恋のメモリー 〜俺との初お泊り〜                |
| 06       | エンディング                                   |